# フロリダ州を襲ったハリケーンの一覧

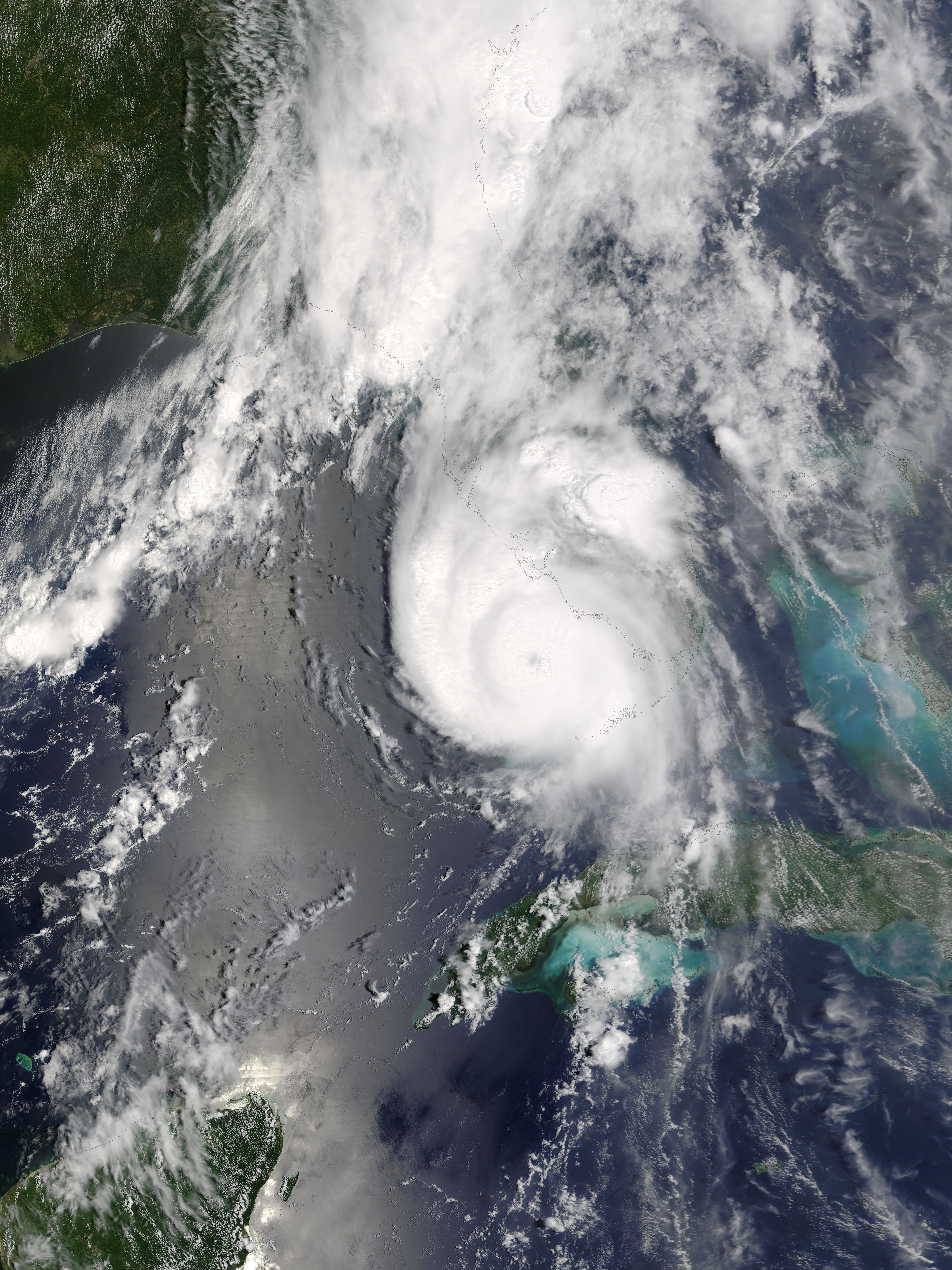
2004年にフロリダ州のポート・シャーロット近くを襲ったハリケーン・チャーリー、カテゴリー4、ハリケーン・アンドリュー以降では最強

フロリダ州を襲ったハリケーンの一覧を示す。これまでアメリカ合衆国フロリダ州を襲った熱帯低気圧または亜熱帯低気圧は記録に残るだけでも488個あり（2007年時点まで）、アメリカ合衆国のどの州よりも多い。1851年以降で見ると、ハリケーンの影響を受けなかった年は僅か18年しか無かった。これまでの統計で10,272人の命を奪っており、その大半は1943年にハリケーン・ハンターが飛ぶようになって低気圧の情報収集を始めたときより前に起きていた。さらにその被害総額は1,150億ドル（2008年換算）とされ、その多くは1992年のハリケーン・アンドリューと、2004年および2005年に集中した大型ハリケーンによるものとされている。

## 気候学
熱帯低気圧は1月と3月を除き各月でフロリダ州を襲ってきた。総数の3分の1近くは9月に襲ってきており、8月から10月に来襲したものを合わせると4分の3近くになる。これはハリケーンが多く発生する季節に一致する。海岸線の一部は再現期間が最も短い。再現期間とは国内の与えられた86マイル (139 km) の区間内で、一定強度のハリケーンが予想できる周期である。フロリダ半島の南端西側に位置するモンロー郡は、1926年以来26個のハリケーンに襲われており、アメリカ合衆国にある郡の中で最も多い。
雑誌「マンスリー・ウェザー・レビュー」に1934年に掲載された記事で、アメリカ海洋大気庁は州南端のキーウェストと州西端のペンサコーラを州内で最もハリケーンに襲われる可能性の高い都市と認めた。キーウェストは大西洋西部とカリブ海の双方で発達したハリケーンを経験している。一方ペンサコーラはメキシコ湾北部でカーブして、州内を横切るハリケーンの襲来を受けている。一年のカレンダーの中でフロリダ州に最も早く襲来したのは1952年グラウンドホッグ・デイ熱帯低気圧（グラウンドホッグ・デイは2月2日）、最も遅かったのは1925年12月1日に上陸したハリケーンだった。
フロリダ州に上陸したハリケーンの中で最強のものは1935年のレイバーデイ・ハリケーン（レイバーデイは9月の第1月曜日）である、気圧892 hPa でフロリダ・キーズを通過した。このハリケーンはアメリカ合衆国を襲った中でも最強である。アメリカ合衆国に上陸した強い方のハリケーン10個の中で、4個がフロリダ州を襲っており、それぞれその強度の頂点の時に襲ってきた。
| 順位 | ハリケーン                  | 年     | 中心気圧 (hPa) |
| ---- | --------------------------- | ------ | -------------- |
| 1    | ウィルマ（Wilma）           | 2005年 | 882            |
| 2    | ギルバート（Gilbert）       | 1988年 | 888            |
| 3    | レイバー・デー（Labor Day） | 1935年 | 892            |
| 4    | リタ（Rita）                | 2005年 | 895            |
| 5    | アレン（Allen）             | 1980年 | 899            |
| 6    | カミーユ（Camille）         | 1969年 | 900            |
| 7    | カトリーナ（Katrina）       | 2005年 | 902            |
| 8    | ミッチ（Mitch）             | 1998年 | 905            |
| 8    | ディーン（Dean）            | 2007年 | 905            |
| 10   | マリア（Maria）             | 2017年 | 908            |

## 1900年以前

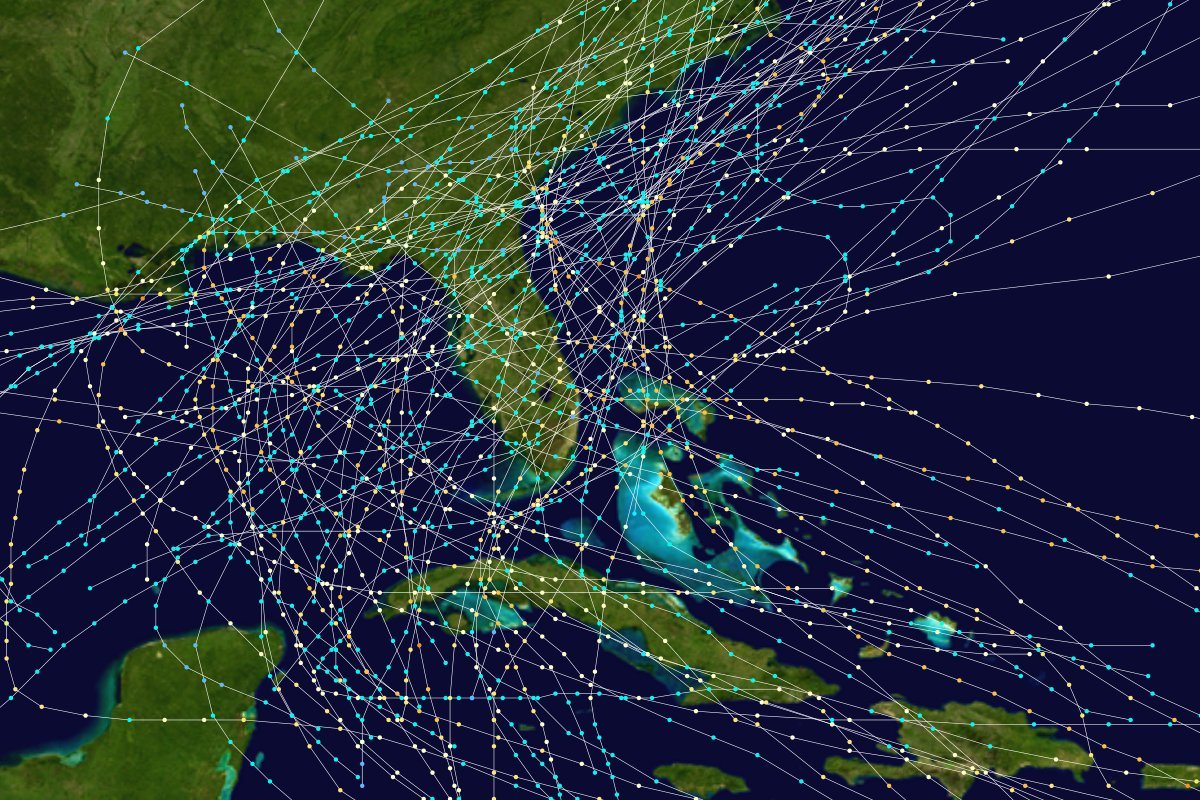
1851年から1899年の間にフロリダ州を襲ったハリケーンの中での軌跡

現在のフロリダ州となった地域を襲ったハリケーンの中で最初に記録されたものは1523年のものであり、この時、西海岸沖で2隻の船舶とその乗組員が失われた。1900年以前に合計159個のハリケーンがフロリダ地域を襲ったことが知られており、その全体で6,504人の命が失われ、被害総額は2008年換算で9,000万ドル以上に上った。さらに少なくとも109隻の船舶が嵐のために座礁、難破、損傷を受けた。1863年5月28日にフロリダ州北西部を襲った強いハリケーンが、アメリカ合衆国で分かっている最も早い時期に上陸したものである。
熱帯低気圧に関する観測記録が限られているために昔の情報量は少ないが、海岸線の人口が増えて来ると、多くのデータが入手できるようになった。国立ハリケーンセンターは、死者の数もハリケーンに襲われた日付についてもその不確かさを認識している。

## 1900年-1949年

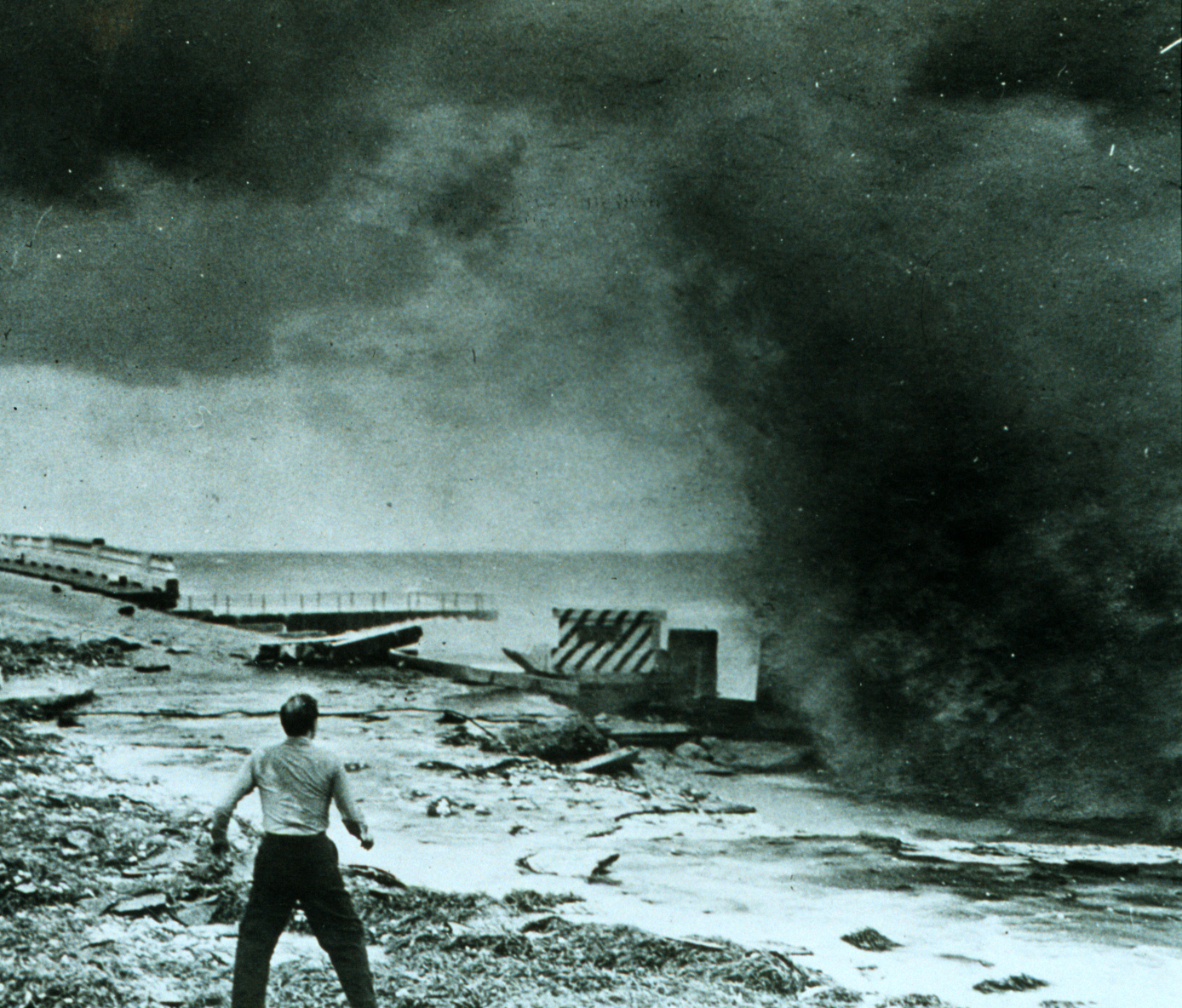
1947年のフォートローダーデール・ハリケーンの波の様子

1900年から1948年の間では、108個のハリケーンがフロリダ州を襲い、被害総額は2008年換算で40億ドルとなっている。さらに死者は3,500人に上り、その大半は1928年のオキーチョビー・ハリケーンによるものだった。1947年はフロリダ州を襲ったハリケーンの数が最も多かった年であり、合計6個となった。1つも襲われなかった年は1905年、1908年、1913年、1927年、1931年、1942年、1943年の7回しかなかった。
この時代にフロリダ州を襲ったハリケーンの最大のものは1935年のレイバーデイ・ハリケーンであり、アメリカ合衆国を襲ったハリケーンの中でも最大とされている。他にも1926年のマイアミ・ハリケーン、1928年のオキーチョビー・ハリケーン、および1945年と1949年の各1個のハリケーンがサファ・シンプソン・ハリケーン・スケールでカテゴリー4に分類されるものだった。

## 1950年-1974年

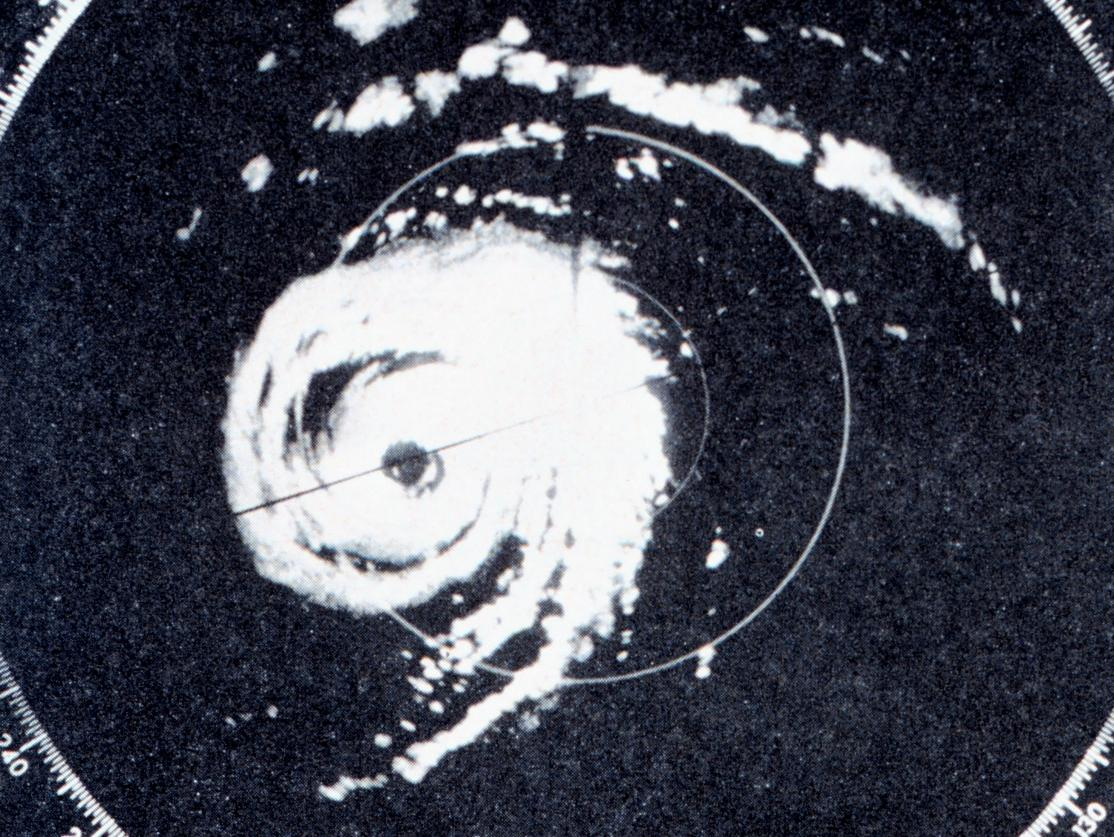
ハリケーン・ドナが上陸する時のレーダー画像

1950年から1974年の間で、85個の熱帯低気圧あるいは亜熱帯低気圧がフロリダ州を襲い、総額62億ドルの被害を出させ、その主なものは1960年のハリケーン・ドナと1964年のハリケーン・ドラによるものだった。さらに直接の死者は93人、間接的に23人の死者を出した。ハリケーンの幾つかは州内に20インチ (500 mm) の雨を降らせた。中でも1950年のハリケーン・イージーが、ヤンキータウンに24時間雨量 38.70 インチ (983 mm) とこれまでの全米でも最大の24時間雨量を記録した。1969年はフロリダ州を8個のハリケーンが襲っており、この期間の最大だった。この25年間では、1つも襲われなかった年は1954年と1967年の2回のみだった。
この期間で最大のハリケーンはハリケーン・ドナであり、これまでアメリカ合衆国を襲ったハリケーンの中でも第8位になっている。さらに1950年のハリケーン・イージー、同じくハリケーン・キング、1964年のハリケーン・クレオ、同じくハリケーン・イスベル、1965年のハリケーン・ベッツィが勢力の大きなハリケーンだった。

## 1975年-1999年

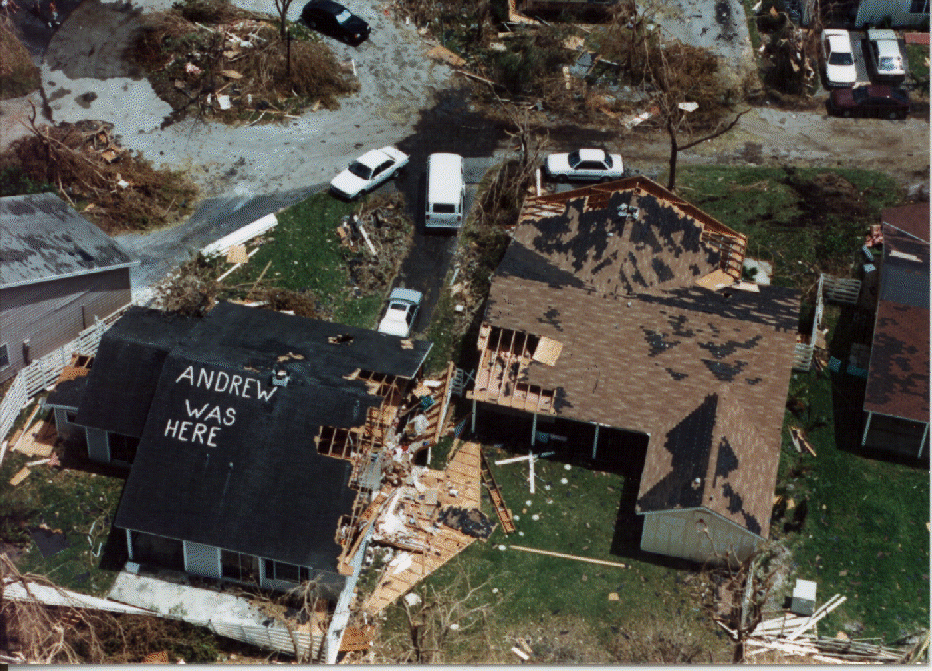
ハリケーン・アンドリューの被害を受けた家屋

1975年から1999年の間、83個の熱帯低気圧あるいは亜熱帯低気圧がフロリダ州を襲い、総額450億ドルの被害を出させ、その主なものは1992年のハリケーン・アンドリューによるものであり、直接54人の死者を出した。1985年もフロリダ州を8個のハリケーンが襲っており、この期間の最大だった。この期間は毎年最低1個のハリケーンがフロリダ州を襲っており、ゼロの年は無かった。最大のハリケーンはハリケーン・アンドリューであり、これまでアメリカ合衆国を襲ったハリケーンの中でもカテゴリー5のものは3個しかなかったが、その1つがアンドリューだった。アンドリューの出させた被害は当時アメリカ合衆国で最大となり、その後もハリケーン・カトリーナに抜かれただけで第2位に残っている。その他に1975年のハリケーン・エロイーズ、1979年のハリケーン・デイビッド、1995年のハリケーン・オパールが勢力の大きなハリケーンだった。

## 2000年以降

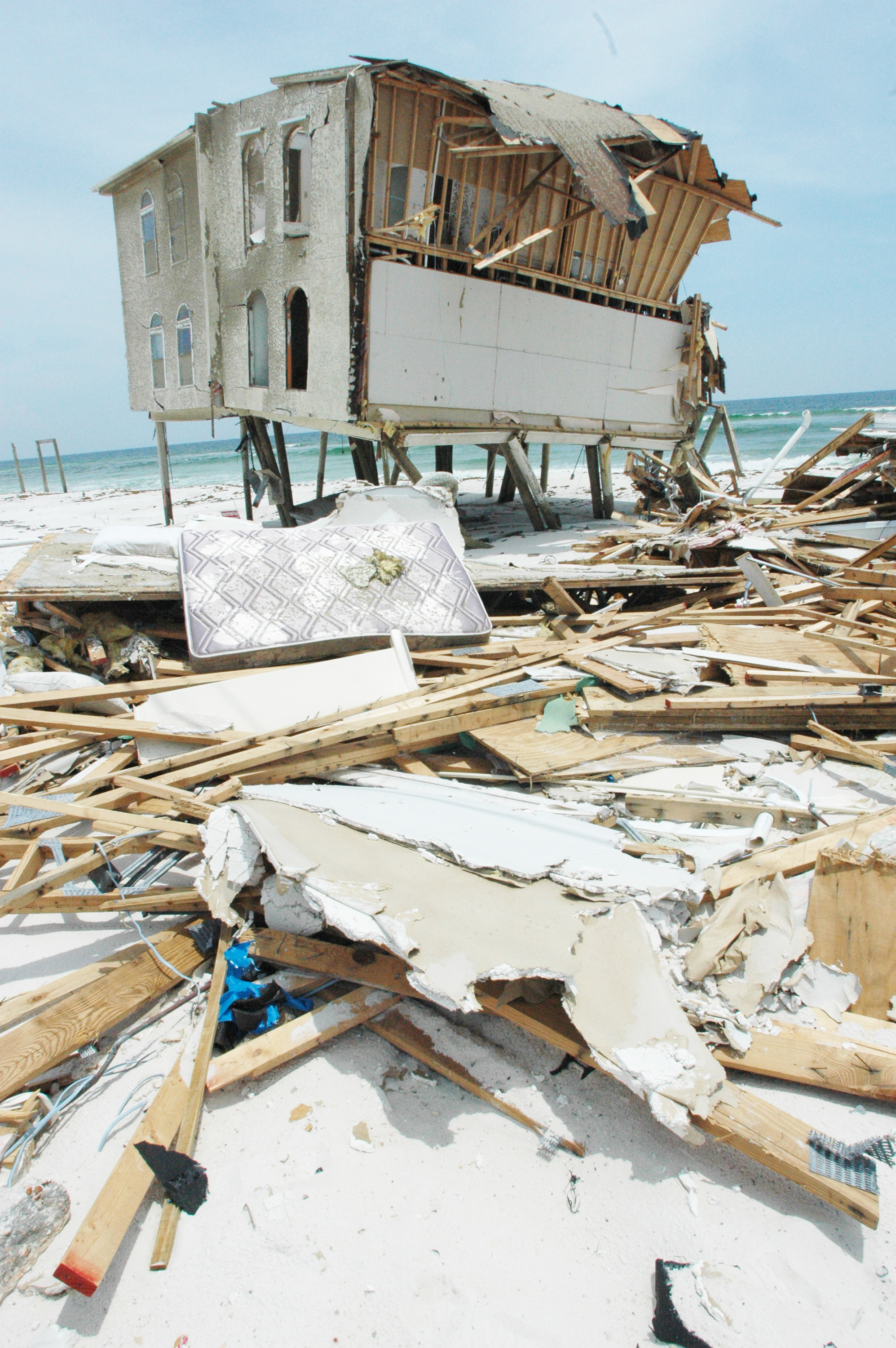
ナバレビーチの海浜にある家屋、ハリケーン・デニスで大きく破壊された

2000年以降、幾つかの破壊的な北大西洋ハリケーンに襲われてきた。2013年時点でフロリダ州を襲った熱帯低気圧あるいは亜熱帯低気圧は63個となっている。被害総額は1,000億ドル以上に及んでいる。さらに直接の死者数69人、関節の死者数は少なくとも80人となった。2003年と2005年はそれぞれ8個のハリケーンがフロリダ州を襲っており、この14年間では年間の最大個数となった。毎年少なくとも1個のハリケーンがフロリダ州に影響しており、ゼロの年は無かった。
この期間で最大のハリケーンは2004年のハリケーン・チャーリーであり、ハリケーン・アンドリュー以来の強いハリケーンとなった。他に、同じく2004年のハリケーン・ジーン、同じくハリケーン・アイバン、2005年のハリケーン・デニス、同じくハリケーン・ウィルマがフロリダ州に上陸した大型ハリケーンだった。ハリケーン・カトリーナはフロリダ州に上陸した時にカテゴリー1に過ぎなかった。
2024年9月にはハリケーン・ヘリーン、同年10月にはハリケーン・ミルトンが続けてフロリダ半島を横断し大きな被害を出した。特に、ヘリーンは過去50年で2番目に多い235人以上の犠牲者を出した。この時期は、2024年アメリカ合衆国大統領選挙の最中であったこともあり、被災地への対応も選挙の争点となった。

## フロリダ州に影響した主要ハリケーン
下表は、フロリダ州に上陸した、あるいはカテゴリー3以上の風を吹かせた主要なハリケーンである。2回以上州に上陸したハリケーンの場合、最大の状態で上陸したときの最大風速とサファ・シンプソン・ハリケーン・スケールのカテゴリーを示した。主要ハリケーンの上陸時点での強度のみを示してある。アステリスク（＊）はフロリダ州外で上陸したが、州の一部に大型ハリケーン並みの風を吹かせたものである。下表は1851年以降のものであり、公式の大西洋ハリケーン・データベースが始められた年である。20世紀ではハリケーンの中心部の気圧で分類が行われた。しかし近年のやり方は最大風速で嵐の強度を測るようになった。1921年から1979年まで、アメリカ合衆国のハリケーンは中心部の気圧で分類されていた。それ故に、1921年から1979年の期間は大西洋ハリケーン再分析プロジェクトによって再分析されてこなかったので、大西洋ハリケーン・データベースにある最大風速は1921年から1979年の嵐に用いられている。
| ハリケーン名称                     | サファ・シンプソンによる カテゴリー | 上陸日     | 年     | 上陸時の風速 (m/s) | 上陸点                                                               |
| ---------------------------------- | ----------------------------------- | ---------- | ------ | ------------------ | -------------------------------------------------------------------- |
| グレート・ミドル・フロリダ         | 3                                   | 8月23日    | 1851年 | 51.4               | パナマシティ                                                         |
| 名称無し                           | 3                                   | 8月17日    | 1871年 | 51.4               | ジュピターアイランド                                                 |
| 名称無し                           | 3                                   | 10月7日    | 1873年 | 51.4               | キャプティバ島                                                       |
| 名称無し                           | 3                                   | 10月3日    | 1877年 | 51.4               | パナマシティ                                                         |
| 名称無し                           | 3                                   | 9月10日    | 1882年 | 51.4               | ナバレ                                                               |
| 名称無し                           | 3                                   | 8月16日    | 1888年 | 56.6               | マイアミビーチ                                                       |
| 名称無し                           | 3                                   | 10月9日    | 1894年 | 54.0               | パナマシティ                                                         |
| 名称無し                           | 3                                   | 9月10日    | 1896年 | 56.6               | シーダーキー                                                         |
| 名称無し                           | 3                                   | 10月18日   | 1906年 | 54.0               | マラソン（最初の上陸）/ フラミンゴ近く（第2の上陸）                  |
| 名称無し                           | 3                                   | 10月11日   | 1909年 | 51.4               | マラソン                                                             |
| 名称無し                           | 3                                   | 9月29日    | 1917年 | 51.4               | オカルーサ郡 (フォートウォルトンビーチ)                              |
| 名称無し（フロリダキーズ）         | 4                                   | 9月10日    | 1919年 | 66.9               | ドライ・トートガス                                                   |
| グレート・マイアミ                 | 4                                   | 9月18–20日 | 1926年 | 64.3               | パルメットベイ（最初の上陸）/ アラバマ州オレンジビーチ（第2の上陸）* |
| オキーチョビー                     | 4                                   | 9月17日    | 1928年 | 64.3               | パームビーチ                                                         |
| 名称無し（トレジャーコースト）     | 3                                   | 9月4日     | 1933年 | 56.6               | ジュピター                                                           |
| レイバーデイ                       | 5                                   | 9月3日     | 1935年 | 82.3               | クレイグキー                                                         |
| 名称無し（キューバ＝フロリダ）     | 3                                   | 10月18日   | 54.0   | ドライ・トートガス |                                                                      |
| 名称無し（ホームステッド）         | 4                                   | 9月15日    | 1945年 | 59.2               | キーラーゴ島北（最初の上陸）/ フロリダシティ（第2の上陸）            |
| 名称無し（フォートローダーデール） | 4                                   | 9月17日    | 1947年 | 59.2               | ポートエバーグレーズ (フォートローダーデール)                        |
| 名称無し                           | 4                                   | 9月21–22日 | 1948年 | 59.2               | サドルバンチキーズ（最初の上陸）/ チョコロスキー近く（第2の上陸）    |
| 名称無し                           | 4                                   | 8月26日    | 1949年 | 59.2               | ランタナ/ レイクワース                                               |
| イージー                           | 3                                   | 9月5日     | 1950年 | 54.0               | シーダーキー近く                                                     |
| キング                             | 4                                   | 10月18日   | 1950年 | 59.2               | マイアミ中心街                                                       |
| ドナ                               | 4                                   | 9月10日    | 1960年 | 59.2               | コンチキー（最初の上陸）/ ネイプルズ近く（第2の上陸）                |
| ベッツィ                           | 3                                   | 9月8日     | 1965年 | 56.6               | タバニア                                                             |
| エロイーズ                         | 3                                   | 9月23日    | 1975年 | 56.6               | ベイ郡                                                               |
| エレナ                             | 3                                   | 9月2日     | 1985年 | 51.4               | ガルフポート (ミシシッピ州)*                                         |
| アンドリュー                       | 5                                   | 8月24日    | 1992年 | 74.6               | エリオットキー（最初の上陸）/ ホームステッド近く（第2の上陸）        |
| オパール                           | 3                                   | 10月4日    | 1995年 | 51.4               | ペンサコーラビーチ                                                   |
| チャーリー                         | 4                                   | 8月13日    | 2004年 | 66.9               | カヨコスタ（最初の上陸）/ プンタゴルダ近く（第2の上陸）              |
| アイバン                           | 3                                   | 9月16日    | 2004年 | 54.0               | アラバマ州ガルフショアーズ近く*                                      |
| フランシス                         | 2                                   | 9月4日     | 2004年 | 54.0               | ウェストパームビーチ                                                 |
| ジーン                             | 3                                   | 9月26日    | 2004年 | 54.0               | ハッチンソン島                                                       |
| デニス                             | 3                                   | 7月10日    | 2005年 | 54.0               | サンタロサ島                                                         |
| ウィルマ                           | 3                                   | 10月24日   | 2005年 | 54.0               | ケープロマノ                                                         |

## 気候学統計
| 月   | ハリケーン数 |
| ---- | ------------ |
| 1月  | 0            |
| 2月  | 1            |
| 3月  | 0            |
| 4月  | 1            |
| 5月  | 9            |
| 6月  | 51           |
| 7月  | 35           |
| 8月  | 97           |
| 9月  | 160          |
| 10月 | 117          |
| 11月 | 17           |
| 12月 | 2            |

| 年代          | ハリケーン数 |
| ------------- | ------------ |
| 1700年以前    | 41           |
| 18世紀        | 16           |
| 1800年–1809年 | 2            |
| 1810年代      | 5            |
| 1820年代      | 5            |
| 1830年代      | 16           |
| 1840年代      | 13           |
| 1850年代      | 11           |
| 1860年代      | 6            |
| 1870年代      | 25           |
| 1880年代      | 30           |
| 1890年代      | 27           |
| 1900年–1909年 | 23           |
| 1910年代      | 18           |
| 1920年代      | 17           |
| 1930年代      | 25           |
| 1940年代      | 21           |
| 1950年代      | 25           |
| 1960年代      | 37           |
| 1970年代      | 37           |
| 1980年代      | 34           |
| 1990年代      | 32           |
| 2000年–2009年 | 55           |
| 2010年代      | 3            |

### 被害の大きかったハリケーン
下表はフロリダ州内で100人以上の死者を出したハリケーンである
| 名称             | 発生年（年） | 死者数（人） |
| ---------------- | ------------ | ------------ |
| "オキーチョビー" | 1928         | 2,500+       |
| 名称無し         | 1781         | 2,000        |
| 名称無し         | 1622         | 1,090        |
| 名称無し         | 1553年頃     | 700          |
| 名称無し         | 1553         | <700         |
| 名称無し         | 1559         | 500          |
| 名称無し         | 1559         | ~500         |
| 名称無し         | 1683         | 496          |
| "レイバーデイ"   | 1935         | 409          |
| "マイアミ"       | 1926         | 372          |
| 名称無し         | 1563         | 284          |
| "フロリダキーズ" | 1906         | 240          |